# Tramwaje w San Javier
Tramwaje w San Javier − zlikwidowany system komunikacji tramwajowej w San Javier w Chile.

## Historia
Tramwaje w San Javier uruchomiono w 1906, były to tramwaje konne. Linia tramwajowa o długości wynoszącej 4,8 km połączyła dzielnicę handlową z dworcem kolejowym. Rozstaw szyn na linii wynosił 750 mm. W 1915 tramwajami przewieziono około 120 tys. pasażerów, a w 1921 230 000 pasażerów. Planowano budowę linii tramwaju elektrycznego do Villa Alegre, jednak linii tej nigdy nie zbudowano. Linię zamknięto w 1927. 